# Караси
Караси (лат. Carassius) — род лучепёрых рыб семейства карповых.

## Описание
Караси — неприхотливые промысловые рыбы, и ценный объект прудового хозяйства благодаря способности выживать при низком (до 2—3 мг/л) содержании кислорода в воде.
Спинной плавник длинный, глоточные зубы однорядные. Тело высокое с толстой спиной, умеренно сжатое с боков. Чешуя крупная и гладкая на ощупь. Окраска варьирует в зависимости от места обитания.
В местах с холодным климатом караси впадают в зимнюю спячку, при этом выдерживают полное промерзание водоёма до дна. Питаются караси растительностью, мелкими беспозвоночными, зоопланктоном, зообентосом и детритом.
Обитают исключительно в болотистых и низменных озёрах и реках. В горных озёрах и вообще в горных местностях карась является довольно редким явлением. Карась — очень живучая рыба, поэтому мелкого карасика часто используют при ловле щуки в качестве живца.

## Виды
Род включает в себя 5 видов. Наиболее известны:
- обыкновенный, или золотой карась (Carassius carassius). Распространён от Средней Европы до бассейна Лены.
- серебряный карась (Carassius gibelio). Первоначально обитал в бассейне Тихого океана, в реках Сибири и в низовьях рек Аральского моря, однако был искусственно расселён во многих водоёмах Европы и Сибири. В некоторых водоёмах популяция серебряного карася представлена только самками. Они нерестятся с самцами родственных видов рыб (плотва, золотой карась, линь, лещ, карп и других). Настоящего оплодотворения не происходит, так как сперматозоид не оплодотворяет, а только стимулирует развитие икры. В потомстве при этом появляются только самки (см. статью Гиногенез).
- Золотая рыбка (Carassius auratus) — форма карася, искусственно выведенная в Китае из серебряного карася. В настоящее время существует множество пород: телескоп, шубункин, комета, звездочёт, веерохвост, львиноголовка и другие. Обыкновенная золотая рыбка сохранила наибольшее сходство со своим предком — серебряным карасём.

Внешне золотой и серебряный караси похожи. В некоторых водоёмах совместно обитают оба вида. При этом происходит постепенное вытеснение золотого карася серебряным. Изредка встречаются гибрид серебряного и золотого карасей.

### Отличительные признаки видов
- Приподнимая жаберную крышку, можно подсчитать жаберные тычинки: у золотого их насчитывается от 33 до 35, у серебристого — от 39 до 50[1]
- форма плавательного пузыря у золотого карася овальная, а у серебряного, соответственно, конусообразная[1]
- чешуя золотого карася всегда имеет жёлтый оттенок, от медно-красного до бронзового или золотистого, серебряный карась часто имеет серебристо-серый или зеленовато-серый цвет, хотя встречаются экземпляры и жёлтого цвета;
- у золотого карася 33 и более чешуек в боковой линии. Чешуя серебряного карася более крупная, в боковой линии менее 31 чешуек;
- сбоку голова золотого карася всегда имеет округлый вид, в то время как у серебряного карася она часто бывает заострённой;
- молодь золотого карася имеет тёмное пятно на теле перед хвостовым плавником, с возрастом это пятно исчезает; у серебряного карася это пятно всегда отсутствует.

## Среда обитания
Хорошо переносит колебания кислотности, не выдерживает длительной солёности воды при уровне минерализации выше 10 г/л, а также быстрого течения воды, но легко переносит высокие температуры — до 35—36 °C (температуру до 45°С выдерживает байкальская популяция карася).
Обитает в заиленных, заросших водоёмах, где содержание кислорода снижается временами до 1—2 мг/л.
В торфяных карьерах и заиленных водоёмах он зарывается на большую глубину, где может пережить и довольно длительное охлаждение дна до отрицательных температур.
В 1871 году в «Записках об уженьи рыбы» приводилась такая характеристика:
Две последние породы рыб: линь и карась имеют особенный характер, им только свойственный. Их можно назвать тинистыми, ибо они только там разводятся в изобилии, где вода тиха и дно её покрыто тиной. Тина — их атмосфера; на зиму они решительно в неё забиваются и остаются живы даже тогда, когда в жестокие бесснежные зимы в мелких прудах и озёрах вся вода вымерзает и только остаётся на дне мокрая, тинистая грязь.

## В религии
В культуре коренных малочисленных народов Дальнего Востока, в частности, у нанайцев и удэгейцев, дальневосточный карась имеет важное значение. В шаманизме его наделяют способностью предсказывать погодные условия и даже управлять ими:
- Ритуальное поедание карася может защитить человека от отрицательного влияния погоды.
- У некоторых родов карась считался священным животным, и есть его было нельзя, ему молились и приносили подношения[3].

## В геральдике

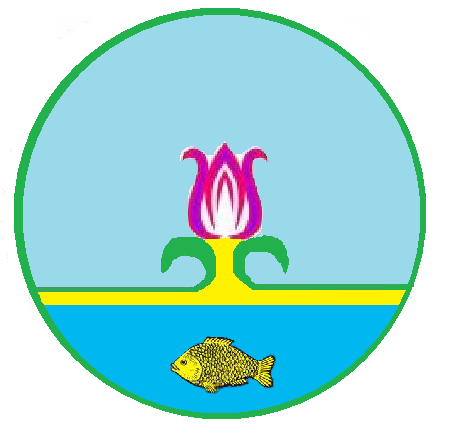
Золотой карась на гербе Кобяйского наслега

Является геральдическим символом богатства, справедливости, великодушия.
Присутствует в гербе Кобяйского наслега Кобяйского улуса Республики Саха (Якутия).

## В культуре
- Золотая рыбка — владычица водной стихии в «Сказке о рыбаке и рыбке», обладающая способностью изменять реальность[источник не указан 1244 дня].
- «Карась-идеалист» — сатирическая сказка Михаила Салтыкова-Щедрина, опубликованная в 1884 году[5].

## В кулинарии
Карась относится к рыбе со средним показателем жирности. Жирность составляет приблизительно 6—7 %.
Наиболее известным блюдом считается «карась в сметане». Рыба, пойманная в большой реке или крупном водоёме со стоячей водой, будет иметь нежное, немного сладковатое и сочное мясо, а особи, пойманные в мелких или заболоченных водоёмах, могут отдавать тиной. При ловле в заболоченных водоёмах для улучшения органолептических качеств мяса рекомендуется выдерживать живую рыбу в садке с проточной речной водой.
Перед приготовлением рыбу маринуют, как в домашних условиях (для запекания в духовке, приготовления на пару или жарки на сковороде), так и на природе (для жарки на гриле или мангале):
- выпотрошенную, очищенную, хорошо промытую под проточной водой тушку филировать или сделать надрезы на боковых поверхностях;
- тщательно снаружи и в брюшной полости натереть мясо смесью крупной каменной соли и специй;
- в глубокой ёмкости полить лимонным соком;
- поставить в холодильник или прохладное место на период до 2 часов

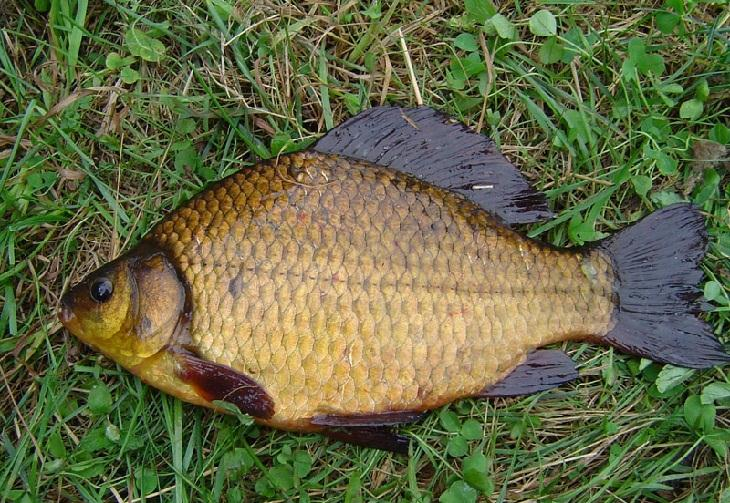
Золотой карась
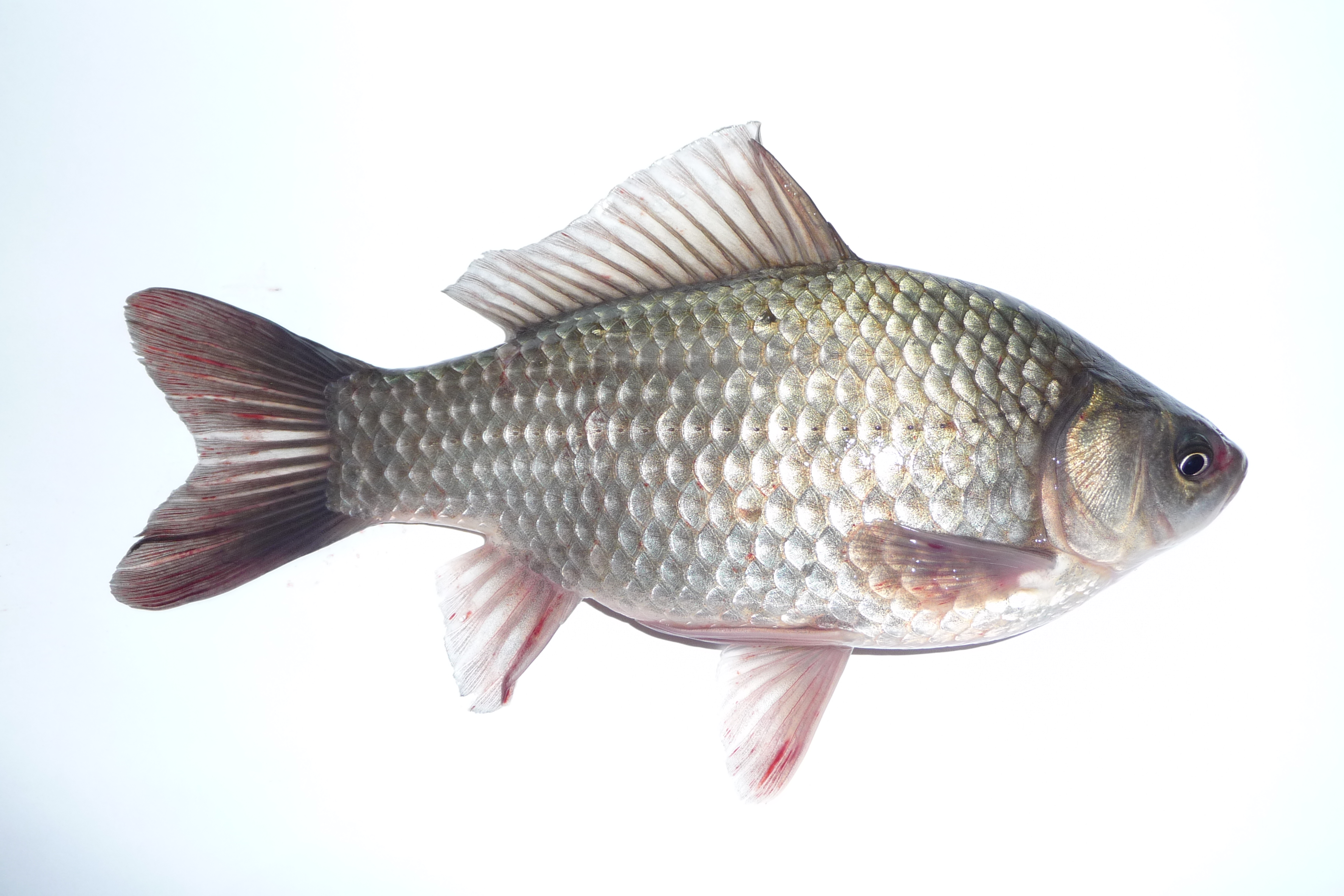
Серебряный карась
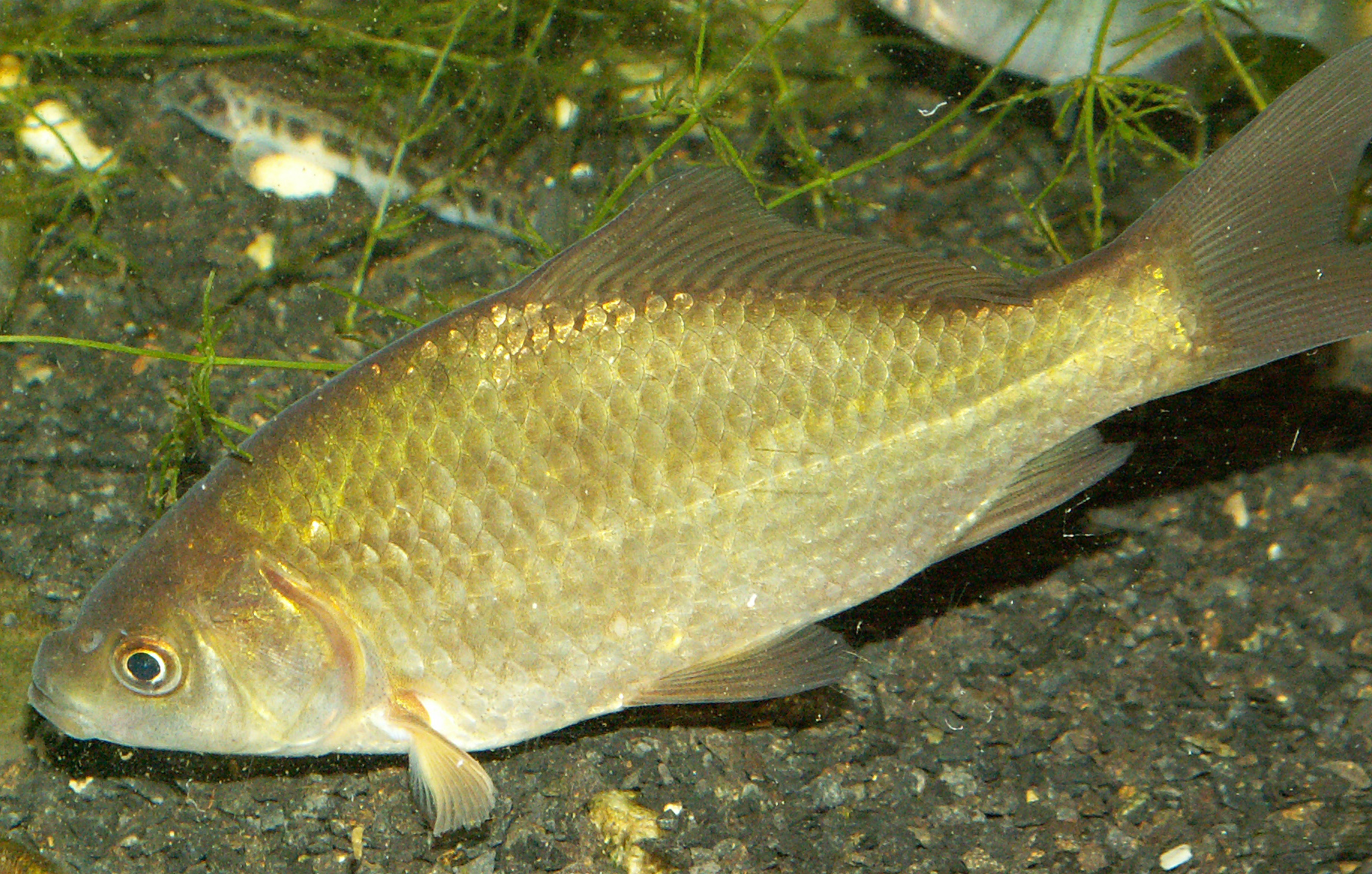
Серебряный карась желтого оттенка
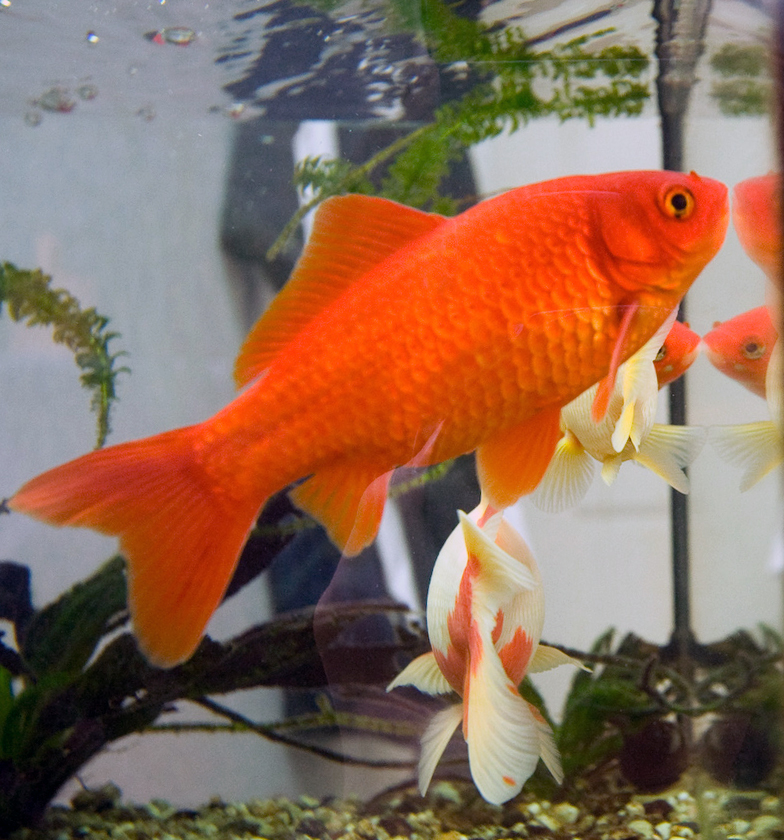
Обычная аквариумная золотая рыбка

### Устаревшие латинские наименования
До 2003 года использовались латинские названия видов:
- карась обыкновенный или золотой — Carassius auratus carassius
- серебряный карась — Carassius auratus gibelio
- золотая рыбка и её разновидности — Carassius auratus auratus